# Rezső Kókai
Pour les articles homonymes, voir Kokai.
Dans le nom hongrois Kókai Rezső, le nom de famille précède le prénom, mais cet article utilise l’ordre habituel en français Rezső Kókai, où le prénom précède le nom.
Rezső Kókai, né le 15 janvier 1906 à Budapest – mort le 6 mars 1962 dans la même ville, est un compositeur et musicologue hongrois.

## Biographie
Rezső Kókai a étudié la composition à l’université de musique Franz-Liszt avec un cousin de Max Reger, Hans von Koessler, et le piano avec Emánuel Hegyi. Il est diplômé en 1933 de l’université de Fribourg-en-Brisgau.

## Œuvres
Scène
- István király, oratorio 2n 2 acts, 5 scènes (1941)
- A rossz feleség, Táncballada (1942–1945)
- A fekete város, opéra (1961), inachevé

Radio
- A fülemile (1950)
- Lészen ágyú, opéra pour la radio (1951), livret de Péter Halász et József Romhányi
- Hét falu kovácsa (1954)

Orchestre
- 2 Rondos pour petit orchestre (1946–1947)
- Verbunkos-szvit (1950)
  1. Lassú magyar
  2. Friss
  3. Andalgó
  4. Verbunkos induló
- Széki rhapszódia (1952)
- Kis verbunkos zene (1952)
- Concerto all'ungherese (1957)
- Magyar tánc (Danses hongroises) pour orchestre à cordes étudiant (1959)

Concertant
- Concerto pour violon et orchestre (1952)

Musique de chambre
- Sérénade pour violon, alto et violoncelle (1949–1950)
- Két tánc (2 danses) pour violoncelle et piano (1950)
- Négy Magyar tánc (4 Hungarian Dances) pour clarinette et piano (1951)
  1. Verbunkos
  2. Népi tánc
  3. Sirató tánc
  4. Friss
- Capriccio pour violon et piano (1952)
- Quartettino pour clarinette, violon, alto et violoncelle (1952)
- Rapszódia pour clarinette et orchestre populaire (1952)
- Verbunkos rapszódia (Verbunkos Rhapsody) pour violon (ou alto, ou clarinette) et piano (1952)
- Aria seria pour violon et piano (1953)
- Burla ostinata pour violon et piano (1953)

Piano
- Toccata (1926)
- Sonata quasi una fantasia (1948)
- Négy improvizáció (4 improvisations) (1949)
- Sonata for 2 pianos (1949)

Musique de film
- Különös ismertetőjel (1955), réalisé par Zoltán Várkonyi
- A császár parancsára (1957), réalisé par Frigyes Bán
- Pillar of Salt (Sóbálvány) (1958), réalisé par Zoltán Várkonyi
- Poor Rich (Szegény gazdagok) (1959), réalisé par Frigyes Bán

Œuvres littéraires
- Franz Liszt in seinen frühen Klavierwerken, thèse pour le doctorat (Leipzig, 1933)
- Rendszeres zeneesztétika (Regular Music Aesthetics) (Budapest, 1938)
- Századunk zenéje (La Musique de notre siècle) (Budapest, 1961), écrit avec Imre Fábián